# ماركوس هنتر
ماركوس هنتر (بالإنجليزية: Marcus Hunter)‏ هو محامي وسياسي أمريكي، ولد في 3 يناير 1979 في مونرو في الولايات المتحدة. حزبياً، نشط في الحزب الديمقراطي. وقد انتخب عضو مجلس نواب لويزيانا.